# Cieszacin Mały
Cieszacin Mały – wieś w Polsce położona w województwie podkarpackim, w powiecie jarosławskim, w gminie Pawłosiów.
W latach 1991–1998 r. wybudowano kościół pw. Matki Bożej Królowej Polski, poświęcony 26 IV 1998 r. przez Metropolitę Przemyskiego abpa Józefa Michalika. Miejscowość należy do parafii rzymskokatolickiej pw. Niepokalanego Poczęcia NMP w Cieszacinie Wielkim.
W latach 1975–1998 miejscowość administracyjnie należała do województwa przemyskiego.

## Części wsi
| SIMC    | Nazwa   | Rodzaj     |
| ------- | ------- | ---------- |
| 0607759 | Dębina  | przysiółek |
| 0607742 | Markowa | część wsi  |

We wsi działa także OSP.